# 道の駅日立おさかなセンター
道の駅日立おさかなセンター（みちのえき ひたちおさかなセンター）は、茨城県日立市にある国道245号の道の駅である。
施設は1992年に開業し、2014年に道の駅として登録された。

## 施設
主要な施設は3つに分かれており、第1センターが市場スタイルの鮮魚店「日立海鮮市場」、第2センターが専門店街、第3センターが「みなと町横丁商店街」となっている。
- 駐車場（小型車98台、大型車5台、身体障害者用6台、臨時駐車場）
- トイレ
- 公衆電話
- 第1センター（魚屋、事務所など）
- 第2センター（飲食店など）
- 第3センター（魚屋、飲食店）
- ひたち交通公園
  - ひたちBRT交通バスターミナル
- デイリーヤマザキ
- 日立市久慈交流センター

## アクセス
- 国道245号 - 登録路線
  - 国道293号
  - 茨城県道254号日立港線

## 周辺
- 茨城港日立港区
- 久慈サンピア日立